# Deutsche Justiz-Gewerkschaft
Die Deutsche Justiz-Gewerkschaft (DJG) ist eine Fachgewerkschaft für den Justizdienst. In ihr sind Tarifbeschäftigte und Beamte organisiert. Die Mitglieder der DJG kommen aus den Gerichten (auch Fachgerichten) sowie aus den Staatsanwaltschaften.
Die DJG ist eine Fachgewerkschaft, die speziell dem öffentlichen Dienst verpflichtet ist. Ihre gewerkschaftlichen Ziele und Forderungen konzentrieren sich deshalb schwerpunktmäßig auf den öffentlichen Dienst. Seit 2004 hat sie sich aber auch dem privatisierten Bereich geöffnet.